# Danmarks natur
Danmarks natur er en dansk dokumentarserie i 12 afsnit fra 1972 med Claus Bering som instruktør og manuskriptforfatter. Serien blev fotograferet af Claus Bering og Wladyslaw Forbert og klippet af Mikkel Bo.

## Afsnit
| # | Titel                    | Første sendedag | Varighed |
| --- | ------------------------ | --------------- | -------- |
| 1 | "Carl von Linnés blomst" | 1972            | 22 min.  |
| Carl von Linnés blomst hedder Linnaea borealis. Hvorfor den hedder det, og en anden plante fx hedder Cirsium vulgare, er emner for den første af de 12 af Claus Berings film om Danmarks natur. Den fortæller en lille smule om Carl von Linné og meget om hans værk, den botaniske systematik og nomenklatur. Der er også en spændende introduktion til, hvordan man bestemmer planter ved hjælp af dette værk. |                          |                 |          |
| 2 | "At botanisere"          | 1972            | 21 min.  |
| I sin anden film om Danmarks natur fortsætter Claus Bering den første ("Carl von Linnés blomst") og fortæller mere om det at botanisere: Hvilke detaljer man skal lægge mærke til ved planterne for at bestemme dem – og især hvilke fejltagelser man skal undgå. |                          |                 |          |
| 3 | "Hekseægget"             | 1972            | 13 min.  |
| Claus Bering beskriver den forunderlige stinksvamp i detaljer. Filmens titel "Hekseægget" er navnet på svampens første stadium, hvor den ligner et (forhekset) æg, der er kastet i skovbunden. Fra dette 'æg' rejser sig i løbet af nogle få timer en stok – som udgør den egentlige svamp. Stokkens sigende form har givet svampen dens latinske navn: Phallus impudicus = den skamløse fallos. |                          |                 |          |
| 4 | "Græshoppernes sang"     | 1972            | 23 min.  |
| Græshoppernes sang kender vi alle. Men hvordan frembringer græshopperne disse lyde? Og hvilket formål tjener de? Claus Bering forklarer ved hjælp af lydoptagelser, modeller og tegninger, hvordan de forskellige græshoppearter stridulerer, som man kalder det, når de 'synger'. Og hvordan græshoppernes ører virker som pejleorganer, så hunnerne ved at følge lyden kan finde frem til de smukt syngende hanner. |                          |                 |          |
| 5 | "En skovsø"              | 1972            | 22 min.  |
| Filmen beskriver en skovsø ved København og zoomer ind på den blomstrende hvide åkande, den kvækkende frø, anden med sine ællinger og de hættemåger, som har invaderet søen. Mågerne æder løs af de to salamanderarter i en grad, så bestanden går stærkt tilbage. Andre scener handler om søens mindre rovdyr som vandedderkop og vandnymfelarve. Søen er et åbent økosystem, der får næring fra nedfaldne blade. Man får indblik i søens fødekæde: Alger – småkrebs – salamandre – hættemåger. Hættemågerne forstyrrer ligevægten i søen. Energi tilføres fra solen og nedfaldne blade. Det starter fødekæden, der består af producenter og konsumenter. Efterhånden forsvinder søen og bliver til mose. Filmen slutter med, at man hører lyden fra den tætvedliggende motorvej. |                          |                 |          |
| 6 | "Egetræet"               | 1972            | 22 min.  |
| Claus Bering fortæller om egetræet fra det for omkring 15.000 år siden begyndte at kunne trives i Danmark. I filmen omtales stilkegen, vinteregen og rødegen og om træets vækst og grunden til, at det har den karakteristiske furede bark, samt om de insekter og fugle, der holder til i træet. Også tre ældste egetræet i Danmark er med: Snoegen, Storkeegen og Kongeegen. |                          |                 |          |
| 7 | "En fuglefjer"           | 1972            | 21 min.  |
| Claus Bering slutter afsnittet "En fuglefjer" med følgende replik: "Alt taget i betragtning, er fuglenes fjer vel et af naturens mest fantastiske påfund. En fuglefjer er en genial konstruktion, den er let, stærk, elastisk, skyr vand, isolerer godt og er aerodynamisk perfekt. Tager man så farverne med, er det ikke så underligt, at mennesket altid har ønsket sig fuglens pynt – og deres evne til at kunne flyve." |                          |                 |          |
| 8 | "Hermafroditter"         | 1972            | 19 min.  |
| I zoologien findes flere eksempler på hermafroditter. De mest kendte træffes hos sneglene. Claus Bering følger en vintersnegl, fra den om foråret slår kalkdøren for sit hus til side og begynder sin søgen efter en artsfælle, med hvem den kan indlede sin parringsakt, der i flere faser kan vare fem-seks timer eller mere endnu. |                          |                 |          |
| 9 | "Gedehamsene"            | 1972            | 30 min.  |
| I det tidlige forår begynder en gedehamsedronning at bygge et bo og lægge æg. følger Claus Bering følger boets vækst sommeren igennem, indtil gedehamsesamfundet går i opløsning og dør ud om efteråret. Han viser også andre gedehamse, bl.a. den store gedehams, som bygger bo skoven. |                          |                 |          |
| 10 | "Snogens bevægelser"     | 1972            | 14 min.  |
| Claus Bering viser, hvorledes en snog bevæger sig i forskellige omgivelser. Bl.a. anbringer han den på en helt glat flade og på en glat flade med ét og flere støttepunkter. |                          |                 |          |
| 11 | "Et blad"                | 1972            | 29 min.  |
| Claus Bering fortæller om to kapitler af et blads historie - om det ydre og om alt det, der sker inde i bladet. |                          |                 |          |
| 12 | "Fårekyllingerne"        | 1972            | 19 min.  |
| Claus Berings tolvte film i serien om Danmarks natur handler om de små græshoppelignende fårekyllinger, som man tidligere knyttede megen overtro til, men nu nærmere betragter som et irritationsmoment. |                          |                 |          |